# Französische Badmintonmeisterschaft 2015
Die Französische Meisterschaft 2015 im Badminton fand vom 29. Januar bis zum 1. Februar 2015 in Aire-sur-la-Lys statt. Es war die 66. Austragung der nationalen Titelkämpfe im Badminton in Frankreich.

## Medaillengewinner
| Disziplin    | Gold                         | Silber                                   | Bronze                                |
| ------------ | ---------------------------- | ---------------------------------------- | ------------------------------------- |
| Herreneinzel | Brice Leverdez               | Lucas Corvée                             | Thomas Rouxel                         |
| Herreneinzel | Brice Leverdez               | Lucas Corvée                             | Lucas Claerbout                       |
| Dameneinzel  | Sashina Vignes Waran         | Delphine Lansac                          | Sarah Sicard                          |
| Dameneinzel  | Sashina Vignes Waran         | Delphine Lansac                          | Marie Batomene                        |
| Herrendoppel | Baptiste Carême Ronan Labar  | Laurent Constantin Matthieu Lo Ying Ping | Lucas Corvée Brice Leverdez           |
| Herrendoppel | Baptiste Carême Ronan Labar  | Laurent Constantin Matthieu Lo Ying Ping | Bastian Kersaudy Gaëtan Mittelheisser |
| Damendoppel  | Delphine Lansac Émilie Lefel | Léa Palermo Anne Tran                    | Lorraine Baumann Audrey Fontaine      |
| Damendoppel  | Delphine Lansac Émilie Lefel | Léa Palermo Anne Tran                    | Marie Batomene Stacey Guérin          |
| Mixed        | Ronan Labar Émilie Lefel     | Gaëtan Mittelheisser Audrey Fontaine     | Baptiste Carême Anne Tran             |
| Mixed        | Ronan Labar Émilie Lefel     | Gaëtan Mittelheisser Audrey Fontaine     | Marin Baumann Lorraine Baumann        |